# Плумас-Юріка (Каліфорнія)
Плумас-Юріка (англ. Plumas Eureka) — переписна місцевість (CDP) в США, в окрузі Плумас штату Каліфорнія. Населення — 334 особи (2020).

## Географія
Плумас-Юріка розташований за координатами 39°47′54″ пн. ш. 120°39′52″ зх. д. / 39.79833° пн. ш. 120.66444° зх. д. (39.798243, -120.664463).  За даними Бюро перепису населення США в 2010 році переписна місцевість мала площу 10,31 км², уся площа — суходіл.

## Демографія
Згідно з переписом 2010 року, у переписній місцевості мешкало 339 осіб у 167 домогосподарствах у складі 113 родин. Густота населення становила 33 особи/км².  Було 523 помешкання (51/км²).
Расовий склад населення:
| - 96,2 % — білих - 0,9 % — азіатів - 0,3 % — корінних американців |

До двох чи більше рас належало 1,8 %. Частка іспаномовних становила 5,0 % від усіх жителів.
За віковим діапазоном населення розподілялося таким чином: 10,0 % — особи молодші 18 років, 57,8 % — особи у віці 18—64 років, 32,2 % — особи у віці 65 років та старші. Медіана віку мешканця становила 59,0 року. На 100 осіб жіночої статі у переписній місцевості припадало 94,8 чоловіків;  на 100 жінок у віці від 18 років та старших — 100,7 чоловіків також старших 18 років.
Середній дохід на одне домашнє господарство  становив 113 652 долари США (медіана — 62 813), а середній дохід на одну сім'ю — 128 412 долари (медіана — 62 500). За межею бідності перебувало 3,9 % осіб, у тому числі 0,0 % дітей у віці до 18 років та 0,0 % осіб у віці 65 років та старших.
Цивільне працевлаштоване населення становило 126 осіб. Основні галузі зайнятості: освіта, охорона здоров'я та соціальна допомога — 56,3 %, публічна адміністрація — 7,9 %, будівництво — 7,9 %.